# Francisco Peñuela
Peñuela  Sandoval est un nom espagnol. Le premier nom de famille, en général paternel, est Peñuela ; le second, en général maternel, souvent omis, est Sandoval.
Francisco Peñuela Sandoval, né le 1er février 2001, est un coureur cycliste vénézuélien.

## Biographie
En 2018, Francisco Peñuela se classe troisième du championnat du Venezuela sur route juniors (moins de 19 ans). L'année suivante, il termine dixième du championnat panaméricain juniors. Il obtient également plusieurs victoires dans des courses nationales au Venezuela,. 
En 2020, il se classe quatrième d'une étape du Tour du Táchira, sous les couleurs de la formation Venezuela País de Futuro. Il devient par ailleurs stagiaire au sein de l'équipe continentale Gios-Kiwi Atlántico, basée en Espagne mais qui évolue sous licence vénézuélienne. Il intègre ensuite le club espagnol Escribano Sport en 2021. Son meilleur résultat est une dixième place à la Clásica de Pascua, manche de la Coupe d'Espagne amateurs. 
Pour la saison 2022, il s'engage avec la structure Drone Hopper-Gsport, alors réserve de l'équipe Drone Hopper-Androni Giocattoli. Sous ses nouvelles couleurs, il se distingue en obtenant une victoire et diverses places d'honneur chez les amateurs. Il finit notamment deuxième du Tour d'Hispanie, ou encore troisième du Tour de Valence. Il brille aussi sur le Grande Prémio Jornal de Notícias en terminant quatrième d'une étape et seizième du classement général. 
En 2023, il intègre la réserve de l'UCI ProTeam Israel-Premier Tech. Pour sa dernière année espoir (moins de 23 ans), il réalise de bonnes performances dans des courses internationales en terminant deuxième de la Ruota d'Oro, neuvième du Grand Prix de Poggiana, dixième du Gran Premio Capodarco ou encore onzième du Piccolo Giro di Lombardia. Il prend également la dixième place du Grand Prix de Plouay Elite Open en France. Malgré ses performances, il n'est pas recruté par les dirigeants d'Israel-Premier Tech en 2024. Francisco Peñuela décroche néanmoins un contrat professionnel avec l'équipe continentale Rádio Popular-Paredes-Boavista.

## Palmarès et résultats

### Par année
- 2018
  - 3e du championnat du Venezuela sur route juniors
- 2019
  - Clásica Futuras Estrellas
  - Une étape de la Vuelta Ciclista Chamba Juvenil
  - 3e étape du Clásico Ciclistico Uribante
- 2022
  - Gran Premio Villa de Fortuna
  - 2e du Díptico de Vigo
  - 2e du Tour d'Hispanie
  - 3e du Tour de Valence
- 2023
  - 2e de la Ruota d'Oro
- 2024
  - 1re étape du Grande Prémio Douro Internacional
  - 7e étape du Tour du Portugal
  - 2e du Tour de l'Alentejo
- 2025
  - 2e du championnat du Venezuela du contre-la-montre
  - 3e du Tour d'Uruguay

### Classements mondiaux
| Année                                 | 2023  | 2024  |
| ------------------------------------- | ----- | ----- |
| Classement mondial                    | 1518e | 1083e |
| UCI America Tour                      | 206e  | nc    |
|                                       |       |       |
| Légende : nc = non classéSource : UCI |       |       |